# Overeenkomst van Cotonou
De Overeenkomst van Cotonou was een verdrag tussen de Europese Unie en de staten in Afrika, het Caribisch gebied en de Stille Oceaan (ACS).
Het verdrag was van kracht tussen 2000 en 2020 en was de opvolger van de Overeenkomst van Lomé. De ondertekening vond plaats op 23 juni 2000 te Cotonou, de economische hoofdstad van Benin. De overeenkomst werd om de vijf jaar herzien.
Over de opvolger werd in december 2020 politieke overeenstemming bereikt. Deze post-Cotonou-overeenkomst werd op 15 april 2021 geparafeerd, die vanaf de ondertekening op 15 november 2023 als de Overeenkomst van Samoa verdergaat.